# 高溪市站
高溪市站是位于湖南省永州市冷水滩区高溪市镇的一个铁路车站，邮政编码425104。车站建于1938年，有湘桂铁路经过该站，2012年衡柳铁路接入车站。车站隶属广铁集团衡阳车务段，现不办理客货运业务，是四等站。